# Les Mines (Hostalric)
Les Mines són una xarxa de mines subterrànies al subsol del nucli urbà d'Hostalric (Selva). Formen part de l'Inventari del Patrimoni Arquitectònic de Catalunya.

## Descripció
Sota el subsol del nucli urbà d'Hostalric i del castell d'Hostalric, s'hi troba una densa xarxa de 3000 metres de mines subterrànies (en alguns trams les galeries de les mines han quedat obstruïdes a causa d'obres que s'han realitzat en els habitatges que hi ha just damunt seu, a l'exterior). Hi ha tres galeries, la galeria nord i la galeria sud (més pròxima a la fortalesa) que es troben connectades, i la galeria de la mina dels safareigs (situada a la zona més baixa del centre d'Hostalric) que probablement rebria les aigües que perdia la mina sud.
Les mines van ser excavades en profunditats d'entre 10 i 20 metres, i van ser construïdes seguint el sistema àrab: un pou tapat (amb volta de maó sec, anomenat Tholos) a cada 50 metres i mina. La gresa és el dur material que fou necessari excavar per obrir els passadissos. Al terra de les mines trobem les conduccions (canaletes) que conduïen les aigües a les fonts i a les cases dels copropietaris de les mines. Allà on les galeries podien patir esllavissades, es reforçaven. Aquestes s'anomenen galeries bancades, en oposició a les galeries blanques, sense reforç.

## Història
Excavades segurament a l'Edat Mitjana, sembla que haurien pogut servir per fugir del poble o del castell en cas de setge. Des del segle xix les mines foren aprofitades per portar aigua a la població. L'any 1844 tenim la primera referència de la instal·lació d'aigua quan l'ajuntament concedí a Vicenç Sabater el permís per realitzar les obres que permetessin dur aigua fins a les fonts públiques i a les cases dels propietaris de les mines. Quan plovia poc hi havia alguns problemes d'abastiment d'aigua. Per exemple l'any 1893, quan es prohibí rentar a la séquia del molí, ja que l'aigua era necessària per a usos domèstics. Fins i tot es prohibí omplir més de dos càntirs a les fonts públiques. Hi ha qui aprofità per vendre aigua portada des de la Tordera en carros carregats de botes d'aigua.
L'any 1958 i després de molts problemes per la deficiència en el subministrament d'aigua, les instal·lacions es van municipalitzar alhora que s'aprovava un pla per modernitzar-les i fer un dipòsit al castell. Actualment l'Ajuntament està portant a terme un projecte de recuperació i adequació de les mines per fer-les visitables.